# San Miguel de Aguayo
San Miguel de Aguayo es una localidad y municipio de la comunidad autónoma de Cantabria (España). Se encuentra en la comarca de Campoo-Los Valles y limita al norte con Molledo y Bárcena de Pie de Concha, al sur con Campoo de Yuso, al oeste con Pesquera y Santiurde de Reinosa y al este con Luena.
Por su territorio discurre el río Hirvienza, afluente del río Besaya y también se encuentran los embalses de Mediajo y Alsa, que represan al río Torina.

## Geografía
Los montes de los Concejos de San Miguel de Aguayo se vieron muy diezmados a lo largo de los siglos a causa de la fabricación de carbón vegetal. Eso ocurrió, especialmente, desde mediados del siglo XVIII, hasta mediados del XIX, por la demanda de grandes cantidades de este combustible por parte de las ferrerías de Santiurde de Reinosa y del Gorgollón (Pesquera). Esta actividad afectó de manera especial a los montes de Santa María y Santa Olalla de Aguayo y en menor medida a los de San Miguel.
Afortunadamente, aún es posible encontrarse con importantes hayedos por las vertientes de los arroyos y barranqueras que descienden desde los picos Otero y Fuente del Moro o por la cara este de la sierra de Gañimones.

## Patrimonio

### Civil
En San Miguel de Aguayo destaca la torre de Gómez de Bárcena, del siglo XVI.Se trata de una obra de planta cuadrangular y acceso a través de arco de medio punto de grandes dovelas. En la fachada principal, en el primer piso hay una ventana de arco conopial, sobre ella dos ventanas cuadradas y en el piso superior sobre otra ventana se encuentran dos escudos, uno de ellos en blanco. Hay otro escudo de similares características en una fachada de sillarejo y sillar cerca de la torre. Se cree que fue mandada erigir ya bien por Hernando de los Ríos que fundó mayorazgo en 1486, ya bien por su hijo Juan. La obra hace uso de mampostería y sillería.Destaca en esta construcción una banda escalonada ornamental que enmarca una ventana cuadrada y dos escudos (uno de ellos en blanco).Su estado de conservación es bastante bueno.
En la localidad de Santa María de Aguayo, se aprecian vestigios de lo que fue una arquitectura civil de calidad, que se remonta al siglo XVI. En una casa muy transformada se encuentra un escudo de cueros recortados que muestra un caballero, castillo...
Estas armas se repiten en otra edificación cercana, resto de lo que pudo ser un palacio, que conserva en una de sus fachadas ventanas cuadradas bajo guardapolvo y otras con arco rebajado.
Otro ejemplo de interés lo tenemos en la casa de La Llana con ampliaciones diferenciadas desde el siglo XVII (volumen en el que se incrusta en muro y la ventana principal) a otros de carácter popular (casa con solana) que pueden llegar hasta el siglo pasado o comienzos del actual (galería acristalada).

### Religioso

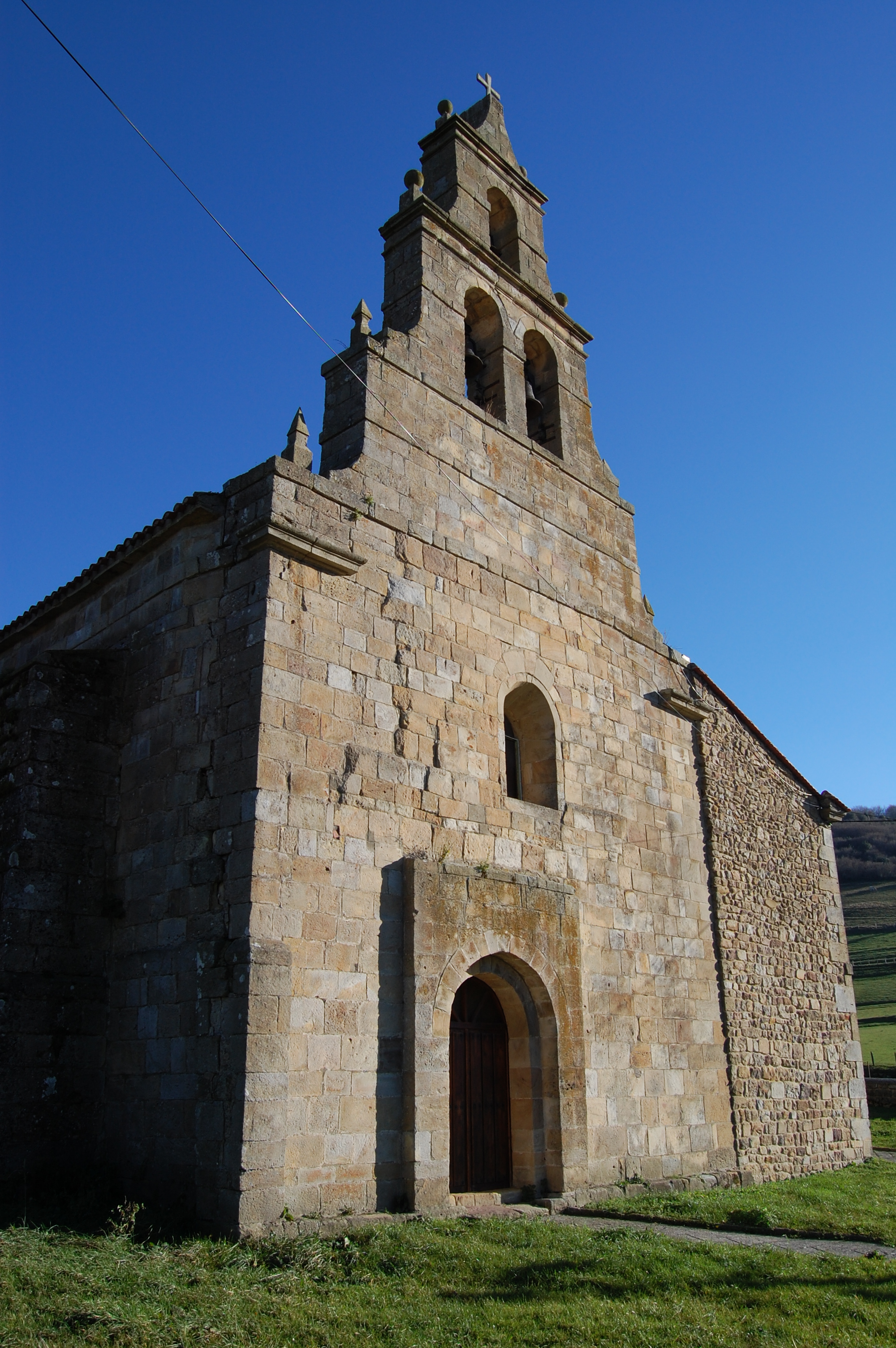
Iglesia de San Miguel, en San Miguel de Aguayo

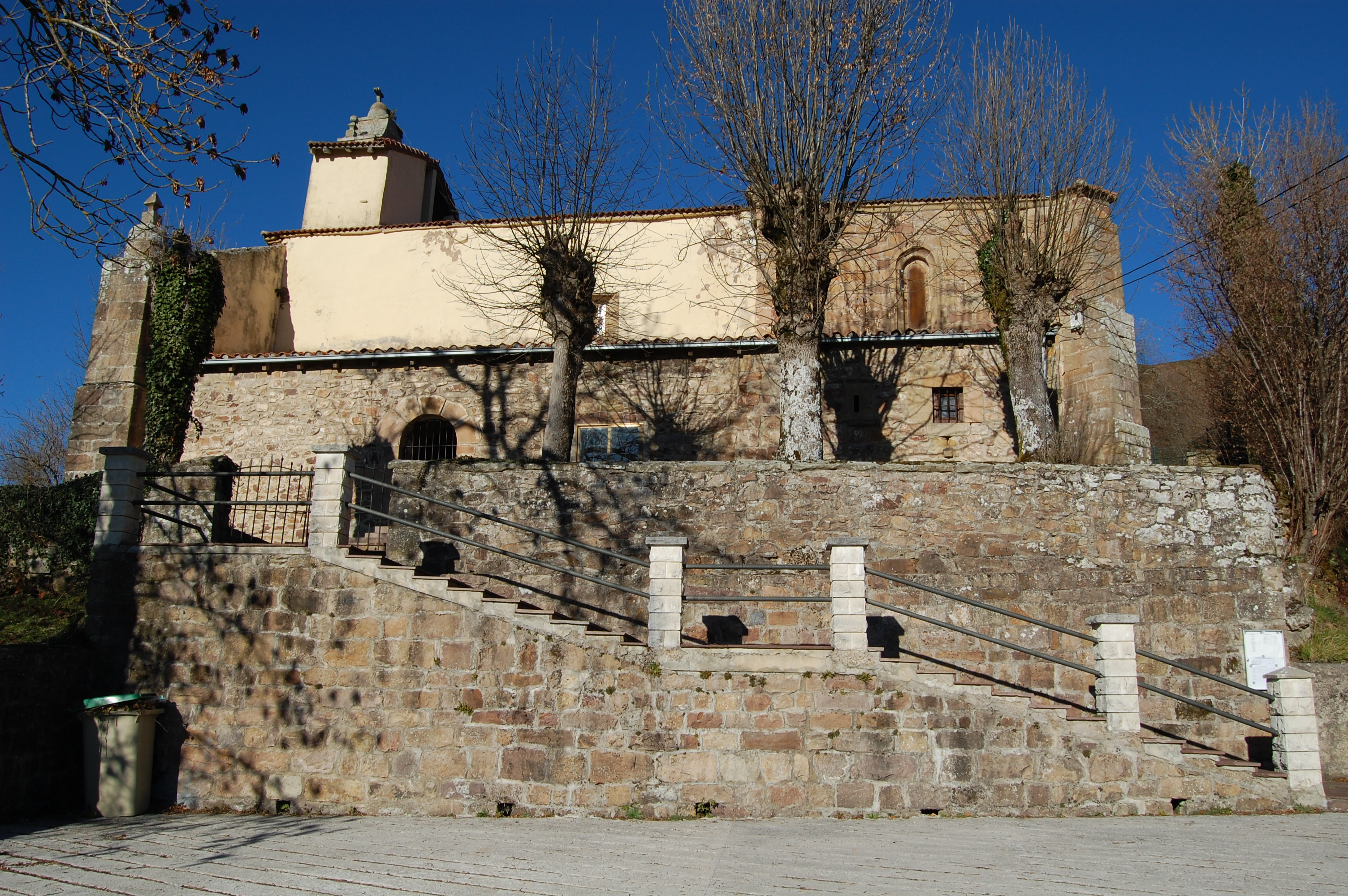
Iglesia de Santa María, sita entre Santa María de Aguayo y Santa Olalla de Aguayo

La parroquia de San Miguel, aunque en su fábrica muestra elementos originarios del siglo XVI, se reformó en distintas ocasiones durante los siglos siguientes.  Consta de una nave casi cuadrada y un tramo recto y abovedado que hace las veces de crucero y cabecera al que se abren dos capillas laterales. Sobre el hastial se colocó, posiblemente en el siglo XVIII, una esbelta espadaña de tres cuerpos con troneras en los dos superiores con los clásicos adornos de bolas y pirámides de raigambre herreriana. Las proporciones de la espadaña y el hastial no se entienden del todo por el añadido de una construcción del año 1850 que funciona como pórtico en la planta baja y como Casa-Concejo en el piso superior. En el interior nos encontramos con un retablo mayor churrigueresco y otro en la capilla lateral de la misma época con escudos de los Bustamante.
La iglesia de Santa Olalla se comenzó en el siglo XVI, siendo la más antigua del municipio.
La iglesia de Santa María es quizá del siglo XVII, y la de San Miguel Arcángel es posterior. 
En la iglesia de Santa María de Aguayo se conserva un cáliz cuya donación es atribuida a Juana de Austria, donde se puede leer "Diome la serenísima doña Juana de Austria, princesa de Portugal e Infanta de España".

## Economía
Un 43,3 % de la población del municipio se dedica al sector primario, un 13,3 % a la construcción, un 6,7 % a la industria y un 36,7 % al sector servicios.
Se considera como el ayuntamiento más rico de Cantabria por habitante. Todo esto se debe a que en tierras del municipio se ubican dos embalses que producen energía hidroeléctrica. El alquiler por los terrenos de los embalses llena de dinero las arcas de este pequeño municipio. Los vecinos tienen muchas comodidades, como autobuses gratuitos, leña gratis o regalos por Navidad.[cita requerida]

## Demografía
San Miguel de Aguayo cuenta con una población de 167 habitantes (INE 2024).
| Gráfica de evolución demográfica de San Miguel de Aguayo entre 1842 y 2021 |
| |
| Población de derecho según los censos de población del INE Población de hecho según los censos de población del INEEntre el censo de 1857 y el anterior, crece el término del municipio porque incorpora a Santa María de Aguayo |

La población del municipio comparte los rasgos del interior de Cantabria y de la comarca de Campoo-Los Valles, es decir, población envejecida y escasa. Como se ve en las tablas inferiores la población ha estado disminuyendo de forma lenta pero constante desde principios del siglo XX. No obstante en años recientes parece percibirse un cierto estancamiento en dicha caída, produciéndose incluso incrementos leves de población, probablemente impulsadas por las ventajas que el municipio ofrece debido a su afortunada situación económica.

## Administración y política

### Gobierno municipal

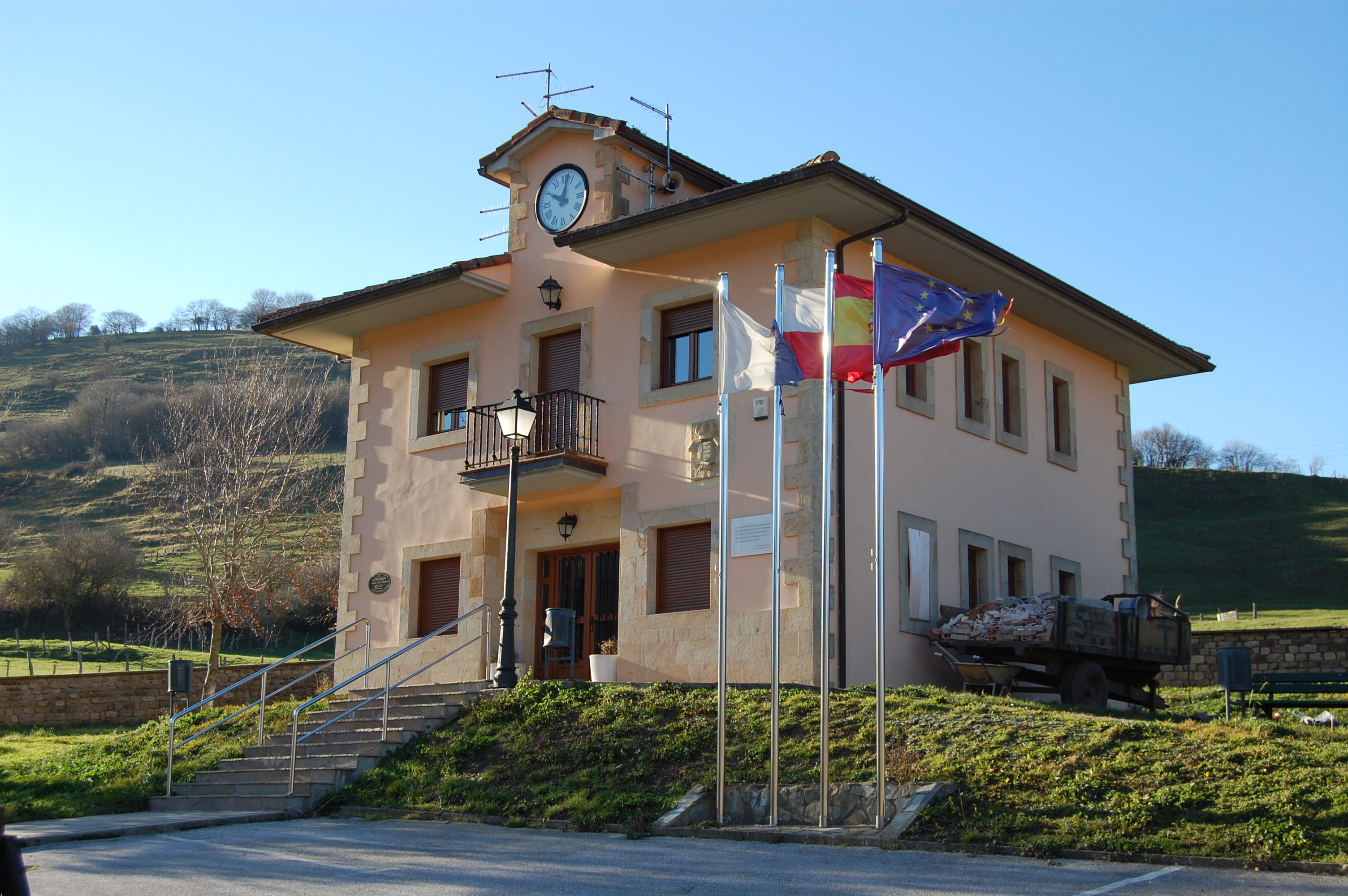
La casa consistorial, sede del Ayuntamiento de San Miguel de Aguayo

Eduardo Gutiérrez Osoro (PSOE) es el actual alcalde del municipio. 
Alcalde del Concejo Abierto de San Miguel de Aguayo: Jonatan Conde López (PP)
Último alcalde del concejo abierto de Santa María de Aguayo: Óscar Luis Ruiz (PRC)
Último alcalde del concejo abierto de Santa Olalla de Aguayo: José Luis Fernández (PSC-PSOE)

En la actualidad únicamente se encuentra en funcionamiento la pedanía de San Miguel, ya que desde 2016 se encuentran disueltas las pedanías de Santa María y Santa Olalla de Aguayo.
| Periodo   | Nombre                    | Partido | Partido                                  |
| --------- | ------------------------- | ------- | ---------------------------------------- |
| 2003-2007 | Saturnino Gutiérrez López |         | Partido Socialista Obrero Español (PSOE) |
| 2007-2011 | Alberto Fernández Saiz    |         | Partido Popular (PP)                     |
| 2011-2019 | Alberto Fernández Saiz    |         | Partido Regionalista de Cantabria (PRC)  |
| 2019-act. | Eduardo Gutiérrez Osoro   |         | Partido Socialista Obrero Español (PSOE) |

| Partido político                         | 2023  | 2023     | 2023       | 2019  | 2019  | 2019       | 2015  | 2015  | 2015       | 2011  | 2011  | 2011       | 2007  | 2007  | 2007       |
| Partido político                         | Votos | %        | Concejales | Votos | %     | Concejales | Votos | %     | Concejales | Votos | %     | Concejales | Votos | %     | Concejales |
| Partido Socialista Obrero Español (PSOE) | 70    | No disp. | 4          | 61    | 49,19 | 3          | 46    | 37,7  | 1          | 13    | 9,56  | 0          | 32    | 26,02 | 2          |
| Partido Popular (PP)                     | 18    | No disp. | 1          | 10    | 8,06  | 0          | 8     | 6,56  | 0          | 13    | 9,56  | 0          | 29    | 23,58 | 2          |
| Partido Regionalista de Cantabria (PRC)  | 48    | No disp. | 0          | 40    | 32,25 | 2          | 68    | 55,74 | 4          | 95    | 69,85 | 5          | 7     | 5,69  | 1          |

### Organización territorial
San Miguel de Aguayo es a su vez la capital del municipio. En el año 2012 contaba con una población de 97 habitantes (INE). La localidad se encuentra a 831 metros de altitud sobre el nivel del mar, y a 69,3 kilómetros de la capital autonómica, Santander.
Sus 167 habitantes (INE, 2024) se distribuyen entre las localidades de:
- San Miguel de Aguayo (capital), 84 hab., de los cuales 2 están en poblamiento diseminado.
- Santa María de Aguayo, 69 hab.
- Santa Olalla de Aguayo, 14 hab.